# Museo de Bretaña
El Museo de Bretaña es un museo etnográfico e histórico, instalado en 2006 en el edificio de servicios públicos Les Champs Libres, situado entre la estación del tren y el casco antiguo de Rennes, en el departamento francés de Ille y Vilaine, en la región de Bretaña. Previamente, se ubicaba en el palacio universitario, muelle de la Vilaine, junto con el museo de Bellas Artes de Rennes. En 2016, el Museo de Bretaña celebró sus 40 años de existencia, así como los 10 años desde que se trasladó a Les Champs Libres.
Es un museo con vocación regional que, tras una larga evolución, se presenta inicialmente como un museo arqueológico y etnológico y, más tarde, como un museo de sociedad.
Tiene como misión la conservación, el estudio y la presentación de la historia de Bretaña y del patrimonio bretón, participando en su puesta en valor y en su difusión. Sus colecciones contienen más de 600 000 documentos y objetos, representativos del patrimonio bretón desde los primeros vestigios dejados por el ser humano hasta nuestros días.
Desde 2007, el museo tiene el distintivo «Turismo y Discapacidad» (Tourisme et Handicap). Dispone de visitas guiadas, así como de visitas con servicio en lengua de signos francesa y visitas táctiles.

## Historia
Las primeras colecciones del museo proceden de las confiscaciones revolucionarias de 1794 y, principalmente, de los cuartos de maravillas de Christophe-Paul de Robien (1698-1756), presidente con birrete (Président a mortier) del Parlamento de Bretaña. Las colecciones constan de obras de arte, piezas arqueológicas, numismáticas y de historia natural bretonas, francesas y de ultramar.
El primer «Museo de Rennes» nació oficialmente el 24 de vendimiario del año XIV (16 de octubre de 1805), fecha en la que el municipio adquiere la plena propiedad de las colecciones confiscadas. Constituyen la base de los museos de Rennes.
Entre 1805 y 1850, las colecciones del museo fueron trasladadas varias veces: de la iglesia de la Visitación al convento de las Carmelitas; después y hasta 1815 al obispado; más tarde van al ayuntamiento y luego a la capilla de la Escuela de Derecho. Seguidamente, en 1855, se construye un edificio dedicado a los museos y a las facultades a nivel del actual muelle Émile Zola. Es una construcción de estilo neoclásico que se bautiza en 1856 como Palacio Universitario. Ya desde fines del siglo XIX, el edificio se quedó muy pequeño para los estudiantes y, en 1949, pasó a dedicarse con exclusividad al Museo de Rennes, consagrado a las bellas artes y a la arqueología.
El primer inventario que cataloga los objetos del Museo de Rennes se inició en 1845. El primer objeto inscrito consta como Des morceaux de chaux romaine mêlés de débris d'écaille d'huîtres («Trozos de cal romana mezclados con fragmentos de valvas de ostras»), recogidos en 1844 en un pequeño municipio de Ille y Vilaine. A lo largo del siglo XIX, se dio una gran importancia a las colecciones arqueológicas.
En 1890, comienza la inclusión de objetos bretones en el inventario y es a partir de 1909 cuando se menciona por primera vez su presencia mediante un catálogo. La recogida de objetos de etnografía bretona continúa en el periodo de entreguerras, aunque de manera menos constante que entre 1909 y 1913.
Tras la Segunda Guerra Mundial, los museos de etnografía regional recibieron un nuevo impulso gracias tanto a la Dirección de los Museos de Francia como a Georges Henri Rivière.. En 1946, este último propuso al ayuntamiento un proyecto museográfico centrado en Bretaña y las naciones celtas. Se concretará en 1958 con el recorrido «Historia de Bretaña desde los orígenes hasta nuestros días» en el Museo de Rennes.
Entre 1960 y 1975, se abren seis salas que presentan, cronológicamene, la historia de Bretaña desde la prehistoria. En 1975 y 1976, el Museo de Rennes es dividido en dos, por un lado el Museo de Bretaña y por otro el museo de bellas artes de Rennes, cada uno con su estructura autónoma. Los fondos museográficos se dividieron entre los dos museos mediante la redacción de un protocolo de reparto de las colecciones. A partir de este momento, se inicia la redacción de los inventarios diferenciados. Las colecciones que atañen al territorio bretón pasan a manos del Museo de Bretaña, salvo algunas excepciones.
En 1978, Jean-Yves Veillard, por aquel entonces conservador del Museo de Bretaña, visita la granja de la Bintinais. Desea transformarla en ecomuseo. La ciudad de Rennes acepta el proyecto y el Ecomuseo del país de Rennes (denominado «Ecomuseo de la Bintinais» desde 2020) abre sus puertas en 1987.. Intregrado en el museo de Bretaña, pasa a ser el testigo del pasado rural y agrícola regional. Sus colecciones forman parte de las del Museo de Bretaña.
En 1987, se decide que el Museo de Bretaña, con poco espacio en el lugar de los muelles de la Vilaine, se trasladará a un nuevo edificio.
El museo, hasta entonces de titularidad municipal, pasa, desde el año 2000, a estar gestionado por la  communauté d'agglomération (agrupación de municipios), que actualmente se denomina Rennes métropole (Metrópoli de Rennes).
En 2006, el Museo de Bretaña se integra en el nuevo edificio de Les Champs Libres, situado cerca de la estación del Campo de Marte. Este edificio de servicios fue concebido por el arquitecto Christian de Portzamparc. Su emplazamiento coincide, prácticamente, con el concebido y propuesto en 1945 para acoger un proyecto de Palacio de los Museos.
Jean-Yves Veillard fue conservador y, más tarde, director del museo (1967-2000). Le sucedieron François Hubert (1983-2005), Jean-Paul Le Maguet (2006-2009), Pascal Aumasson (2009-2012) y, por último, Céline Chanas (2013-).[cita requerida]
Desde el mes de junio de 2015, el Museo de Bretaña desarrolla un nuevo proyecto científico y cultural.

## Premios
En 2018, recibió el premio «Patrimonio para todos», con la unanimidad de todos los miembros del jurado, bajo la presidencia de la ministra de Cultura, Françoise Nyssen, en presencia de miembros de asociaciones que promueven la integración de las personas discapacitadas.
En 2018, la agrupación metropolitana de Rennes, «Rennes Métropole», fue premiada por los Prix Territoriaux La Gazette-GMF (Premios Territoriales La Gazette-GMF) por su portal para la difusión en línea de las colecciones Des collections en partage  (compartiendo las colecciones). Con este sitio web, el Museo de Bretaña y el Ecomuseo de la Bintinais se han comprometido en la difusión y compartición de conocimientos, escogiendo para cada imagen la licencia de la propiedad intelectual más abierta posible.

## Visitantes
| Año  | Visitantes |
| ---- | ---------- |
| 1982 | 39 797     |
| 1986 | 36 311     |
| 1990 | 34 916     |
| 1993 | 37 569     |
| 1997 | 40 654     |
| 2002 | 32 055     |
| 1998 | 99 553     |
| 2011 | 44 839     |
| 2015 | 66 230     |
| 2019 | 66 021     |

## Colecciones

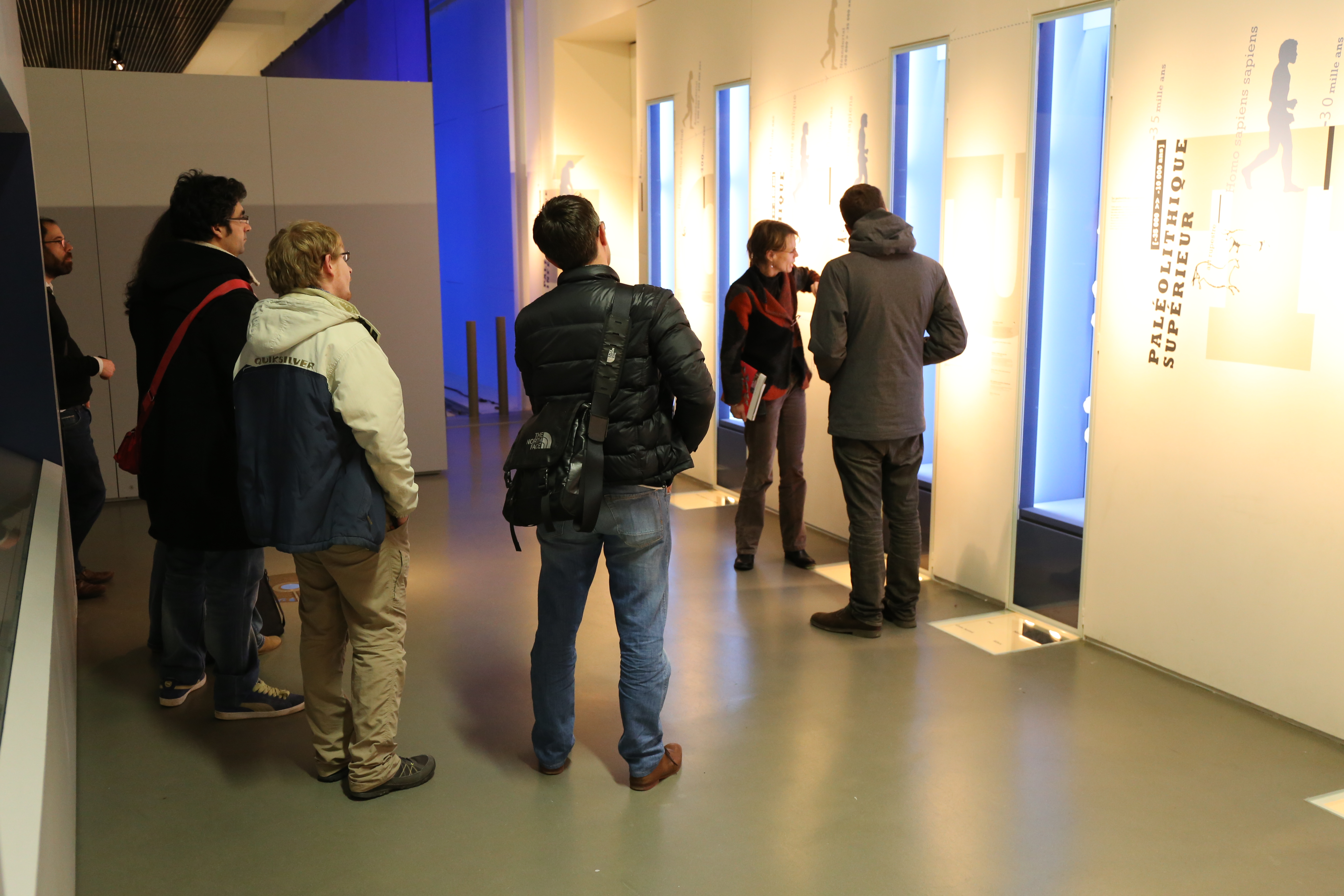
Una visita al museo

Las colecciones de Museo de Bretaña se articulan en torno a la historia de la región, incluyendo disciplinas tales como la arqueología y la etnografía. Los objetos proceden del territorio histórico de Bretaña, incluyendo al departamento Loira Atlántico, si bien las colecciones de este último origen son menos numerosas.
El museo de Bretaña tiene numerosas colecciones, con más de 600 000 objetos y documentos, entre los cuales hay más de 400 000 negativos y copias fotográficas.
Las colecciones son administradas en común con el Ecomuseo de la Bintinais. El Museo de Bretaña se ocupa de la gestión científica, documental y administrativa.
Desde septiembre de 2017, la base de datos en línea del museo hace accesibles más de 170 000 objetos y documentos, bajo licencia Creative Commons.

### Colecciones arqueológicas
Tomaron como base inicial las colecciones de Christophe-Paul de Robien. Desde el siglo XIX hasta la mitad del XX, las colecciones se enriquecen con hallazgos durante las obras en la red viaria, que aportaron piezas como distintos fragmentos (alfarería, vidrio, cerámica), ánforas, elementos arquitectónicos, armas y objetos de uso cotidiano.
La arqueología científica se desarrolló durante la segunda mitad del siglo XX y lleva consigo la llegada al museo de colecciones más homogéneas procedentes de lugares excavados meticulosamente, en particular en Rennes y en Ille y Vilaine. Ciertas compras puntuales permitieron enriquecer las colecciones con piezas más concretas y espectaculares.
Las colecciones arqueológicas del museo de los periodos pre y protohistóricos, así como las del periodo galorromano están muy completas. Las colecciones de la Edad Media y de la época moderna son más exiguas. Las últimas adquisiciones buscan diversificar la procedencia geográfica de las piezas y provienen, especialmente, de Morbihan y de Finisterre.

### Colecciones numismáticas
Las colecciones numismáticas del Museo de Bretaña suman unas 35 000 monedas, medallas y fichas. El fondo numismático es especialmente interesante por la constancia del museo en su política de adquisiciones. Las colecciones de Moët de la Forte-Maison o de Auguste André fueron adquiridas en la segunda mitad del siglo XIX. En 1881, un tesoro, llamado «tesoro de la prefectura» dotó a los fondos numismáticos del museo de 4000 monedas romanas. Las acuñaciones romanas y galas están bien representadas. El fondo medieval agrupa monedas feudales del Ducado de Bretaña y del Reino de Francia, y cuenta con algunas piezas prestigiosas como una de las cadières de oro de Ana de Bretaña. Las colecciones de los siglos XVI al XVIII, las fichas de las instituciones del Antiguo Régimen y diversas medallas acuñadas en los siglos XIX y XX tienen también interés.
Una exposición de 1999, Les monnaies celtes du musée de Bretagne (Las Monedas Celtas del Museo de Bretaña), y otra de 2011, Les bretons et l'argent (Los Bretones y la Plata), realzaron una parte de estas colecciones.

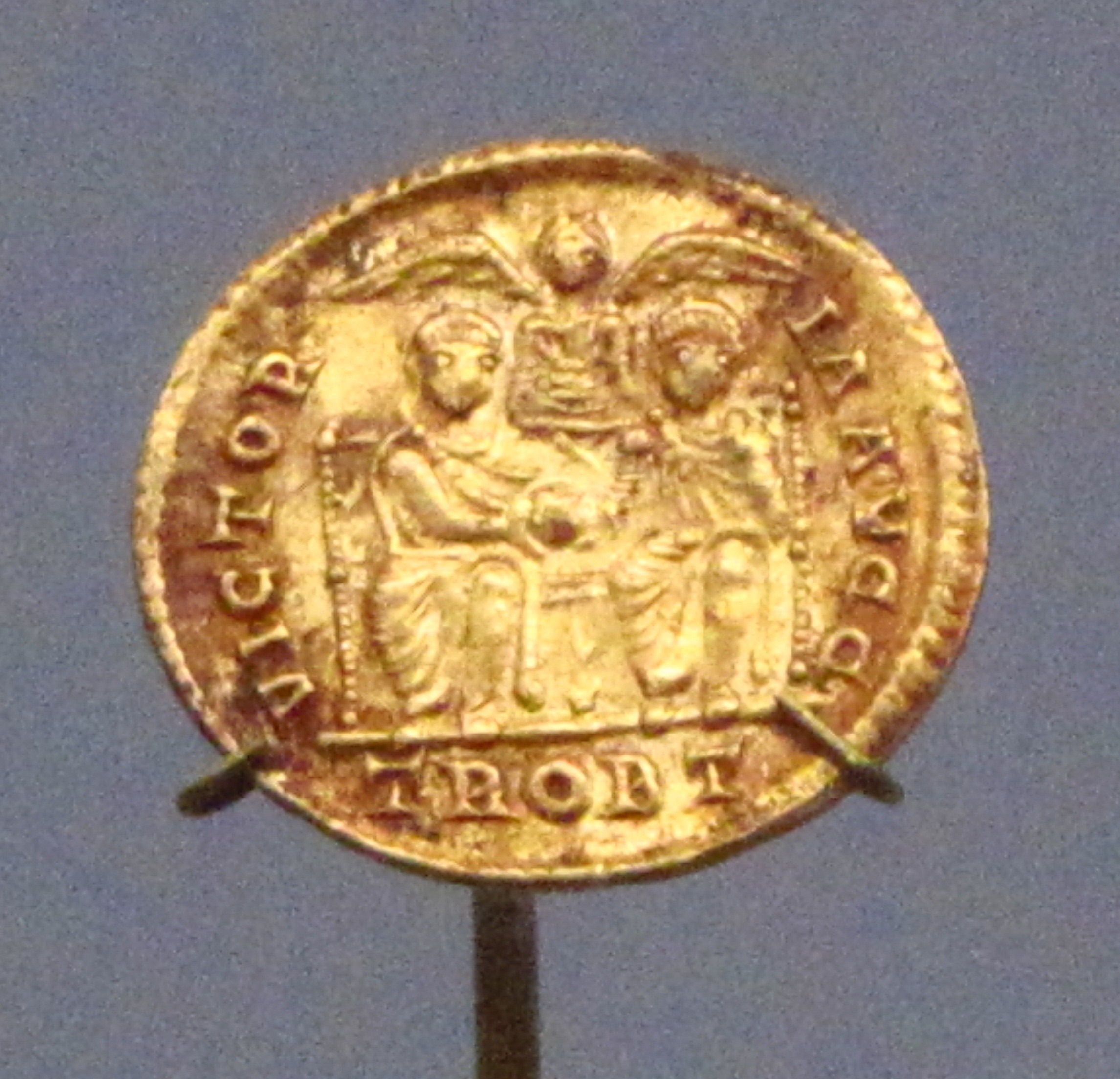
Sólido bizantino con Valente y Graciano

.

### Colecciones etnográficas
Las colecciones etnográficas del Museo de Bretaña están muy diversificadas. Incluyen objetos de la vida cotidiana, ligados a un uso doméstico. Pertenecen al ámbito privado (mobiliario, ropa, utensilios, vajilla,...) y también al profesional (herramientas y máquinas, uniformes de trabajo,...). La formación de las colecciones etnográficas es relativamente tardía, principalmente acaecida a lo largo del siglo XX.
La apertura de nuevas salas dedicadas a la etnografía bretona dio lugar a una búsqueda sistemática de objetos, especialmente indumentaria y mobiliario. Numerosas exposiciones temporales han ido poniendo en valor estas colecciones.

### Colecciones iconográficas
El fondo iconográfico del museo agrupa soportes y temas muy variados: dibujos, estampas, carteles, mapas y planos, tarjetas postales, impresos, fotografías (positivos en papel y negativos) que recrean ámbitos importantes de la historia bretona. Este fondo se desarrolló a partir de la colección del marqués de Robien empezando en la década de 1880. La colección más antigua se estructura alrededor de vistas de ciudades, monumentos, lugares destacados, personalidades aristocráticas, todo ello ligado a Bretaña. Seguidamente, la iconografía se enfocó en la vida social, política y económica de la región, la vida de cada día. La fotografía ocupa un lugar notable en el conjunto de las colecciones, con unos 400 000 negativos en vidrio o película. El museo ha puesto en marcha un vasto trabajo de digitalización e inventariado de estos fondos.
El museo adquirió en una subasta en el l'Hôtel des Ventes Drouot (casa de subastas francesa), celebrada el 20 de noviembre de 2020, siete negativos y un positivo por 33 000 euros Estas fotografías sobre negativo de Finisterre y de Costas de Armor son, probablemente, las más antiguas de Bretaña. Fueron tomadas entre 1852 y 1853 por el fotógrafo Louis-Rémy Robert. Las recogió en una serie de calotipos que sirvieron de base para unas litografías realizadas por su yerno Emile van Marcke De Lumen para la ilustración de un atlas publicado en 1855.

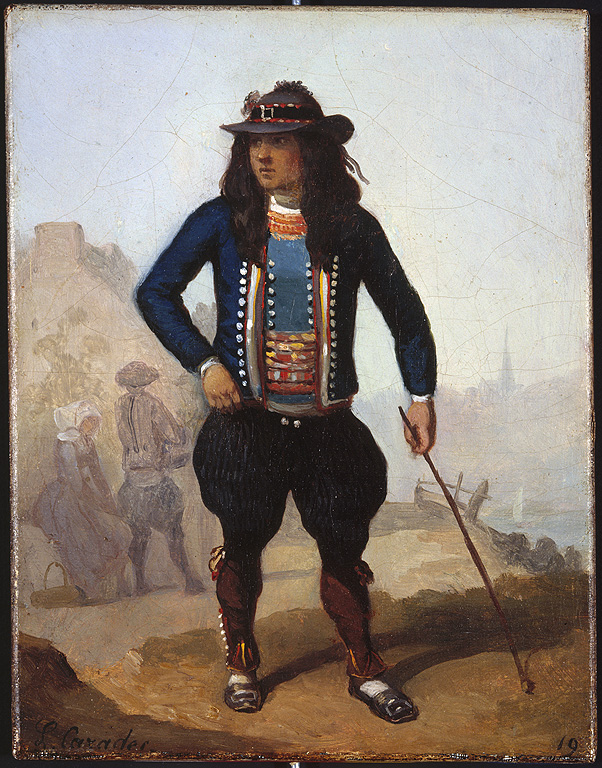
«Bretón de Ploaré», pintura de Louis Caradec

.

### Fondo sobre el caso Dreyfus
El segundo proceso del capitán Alfred Dreyfus tuvo lugar en Rennes durante el verano de 1899, en el liceo Zola, cerca del Museo de Bretaña. Este proceso dividió a Francia y suscitó interés nacional e internacional, llamando la atención del conservador del museo que recopiló un pequeño fondo compuesto por artículos de prensa y documentos iconográficos. Tras la exposición L'Affaire Dreyfus, une affaire toujours actuelle («El Caso Dreyfus, un asunto siempre actual») (1973), Jeanne Lévy, la hija de Alfred Dreyfus, hizo una donación al museo, a la que seguirán otras donaciones familiares y compras a coleccionistas en ventas públicas. Este fondo agrupa unas 6800 piezas, incluyendo numerosa correspondencia, fotografías, artículos y algunos objetos.

## Exposiciones

### Bretaña es Universo
Trilingüe, en francés, inglés y bretón.
Es una exposición permanente, cuyo título, Bretagne est Univers, procede de un poema de Saint-Pol-Roux (1861-1940), y fue escogido por Jean-Yves Veillard, por aquel entonces director del Museo de Bretaña.
Tiene un recorrido de 1900 m² y presenta la historia y la cultura bretonas a través de 2300 objetos.
Aspira a presentar la singularidad bretona en su dimensión universal. Muestra, igualmente, la alternancia de los periodos de aislamiento y de apertura al mundo, con las consecuencias de estos últimos en el desarrollo de Bretaña.

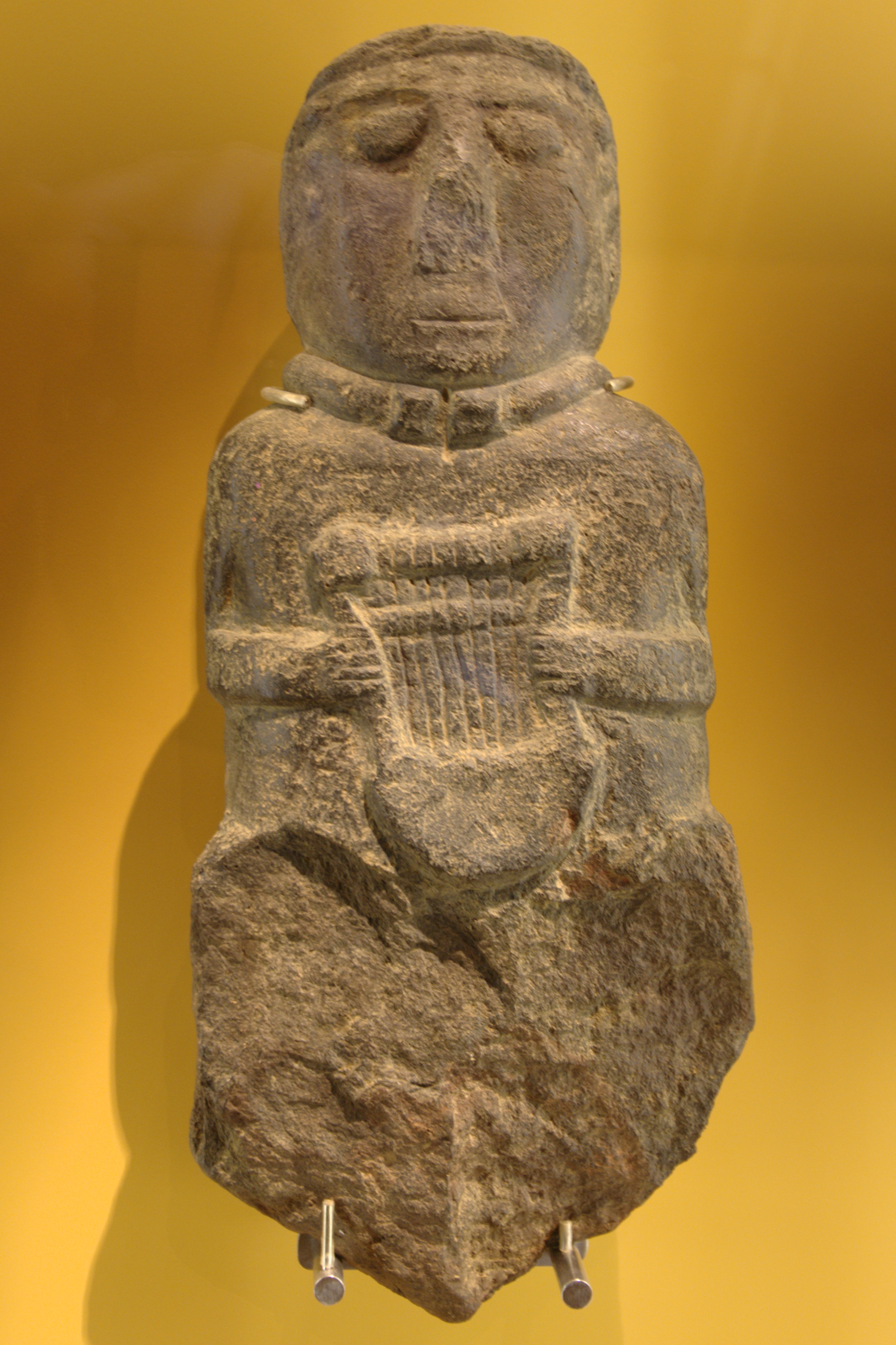
Estatua de bardo de la fortaleza de Paule, datada en la Segunda Edad Hierro (siglo II a. C.)
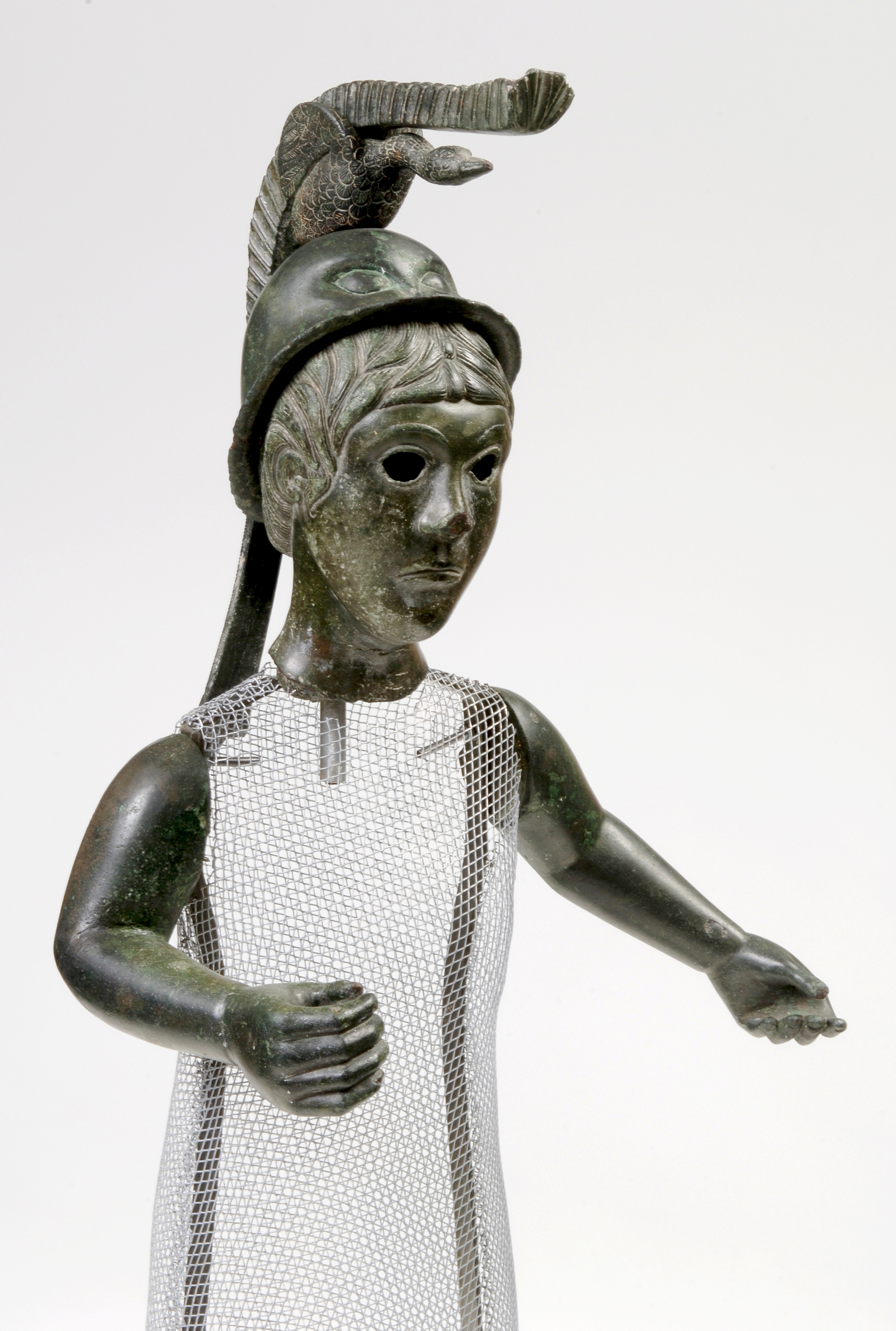
Brigitte du Ménez Hom o Diosa de Ménez-Hom, del siglo I
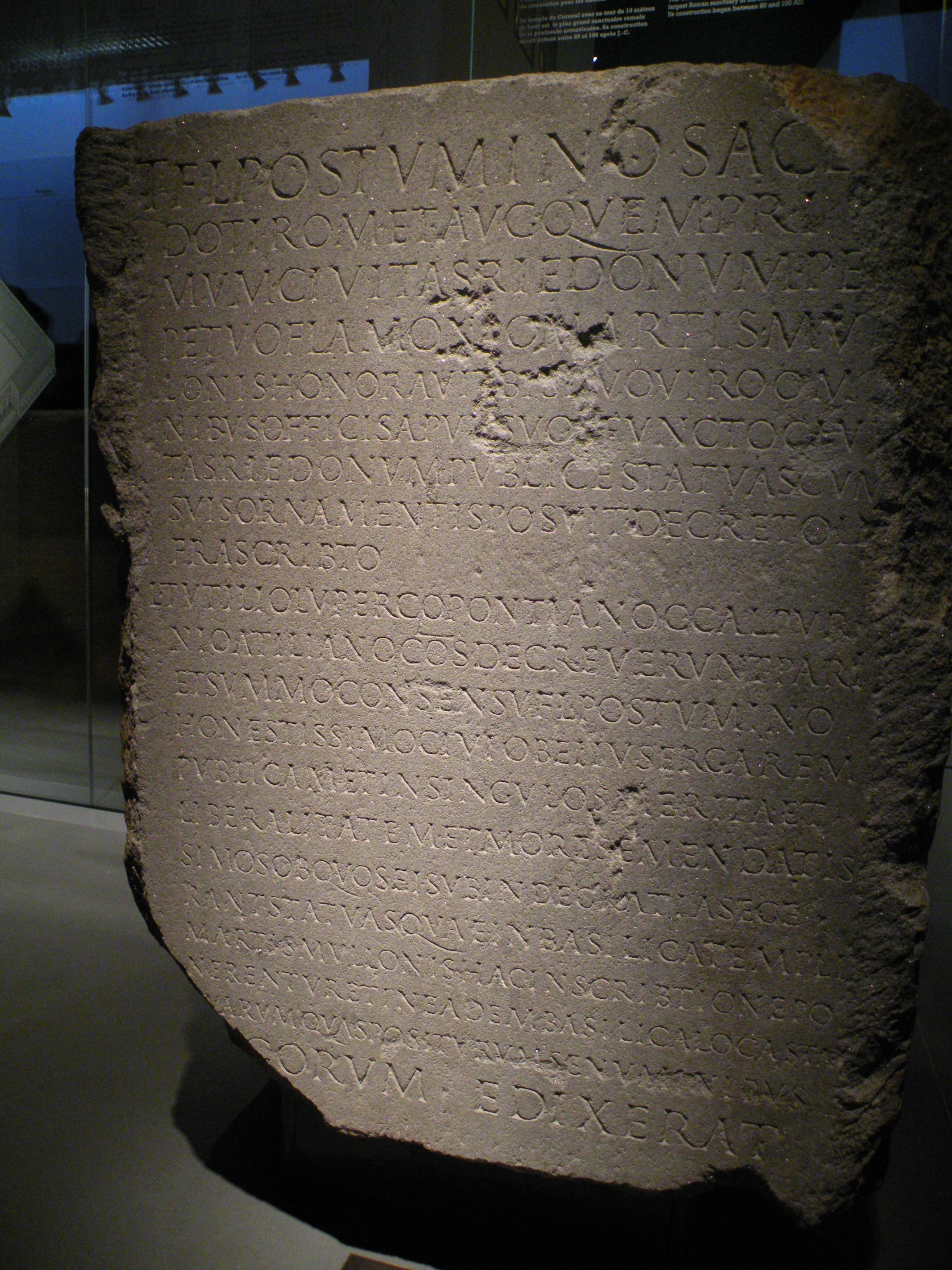
Estela de Titus Flavius Postuminus, datada en 135
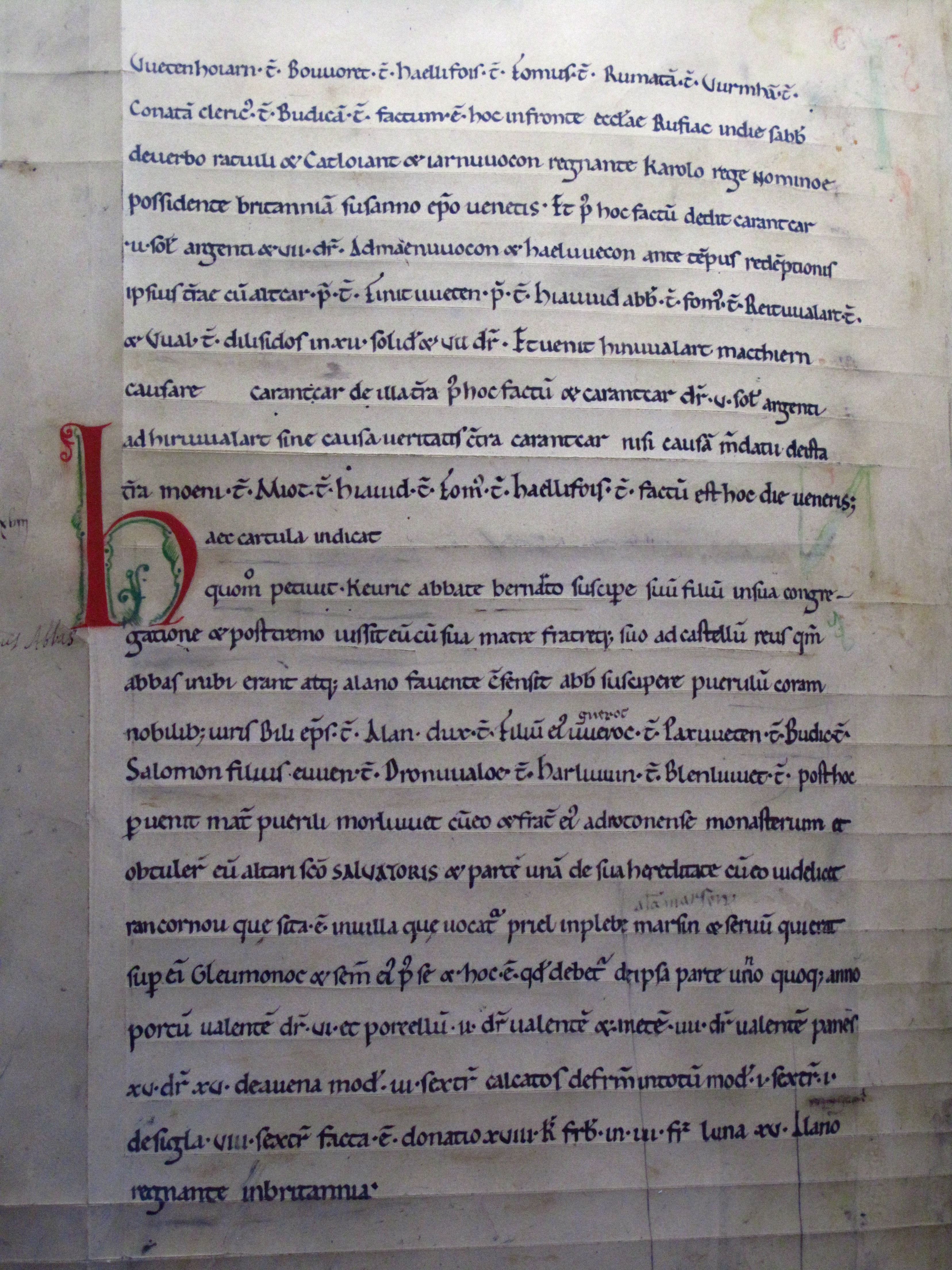
Página del manuscrito del Cartulario de Redon
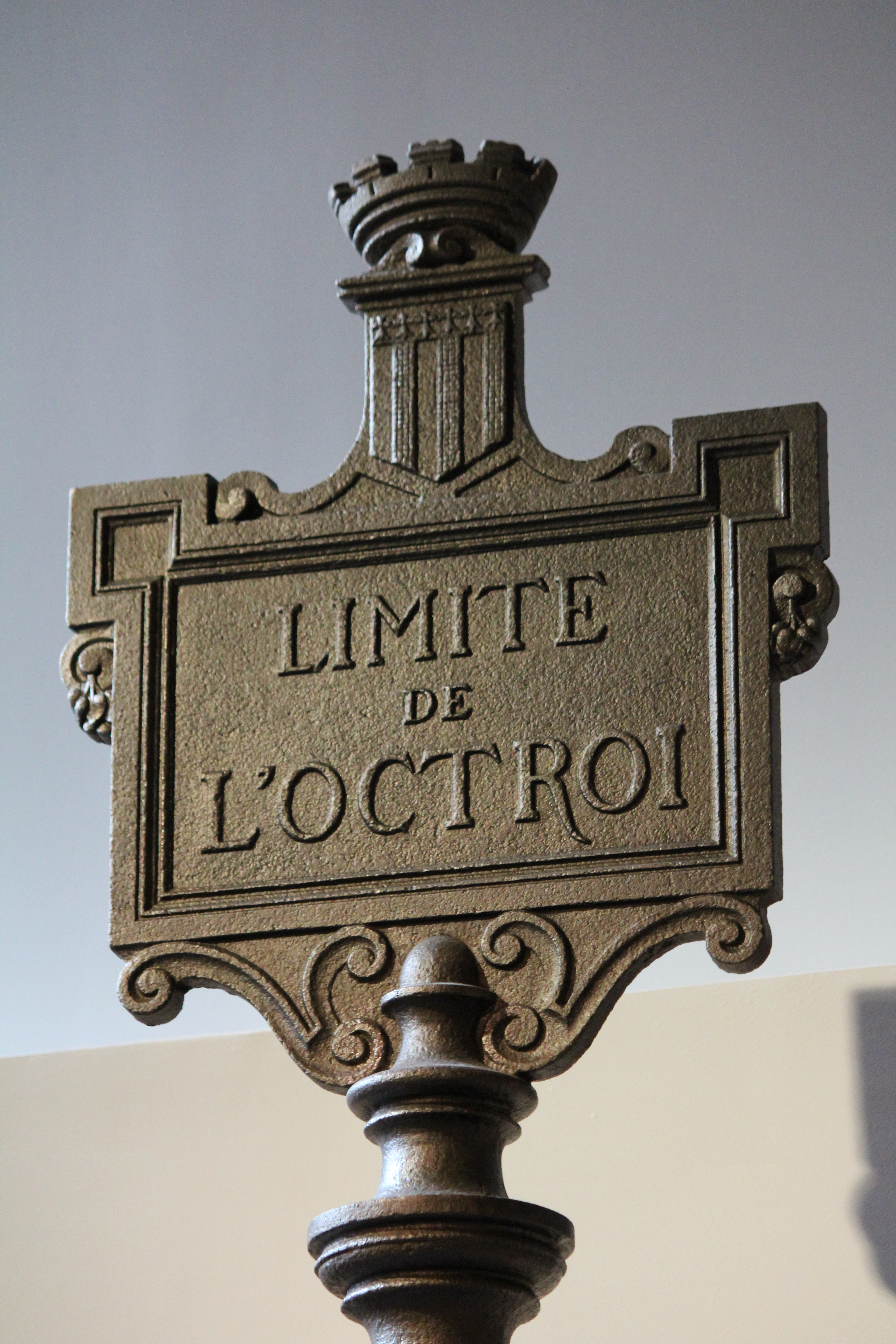
Límite de octroi (impuesto municipal histórico sobre mercancías), Rennes, principios del siglo XX
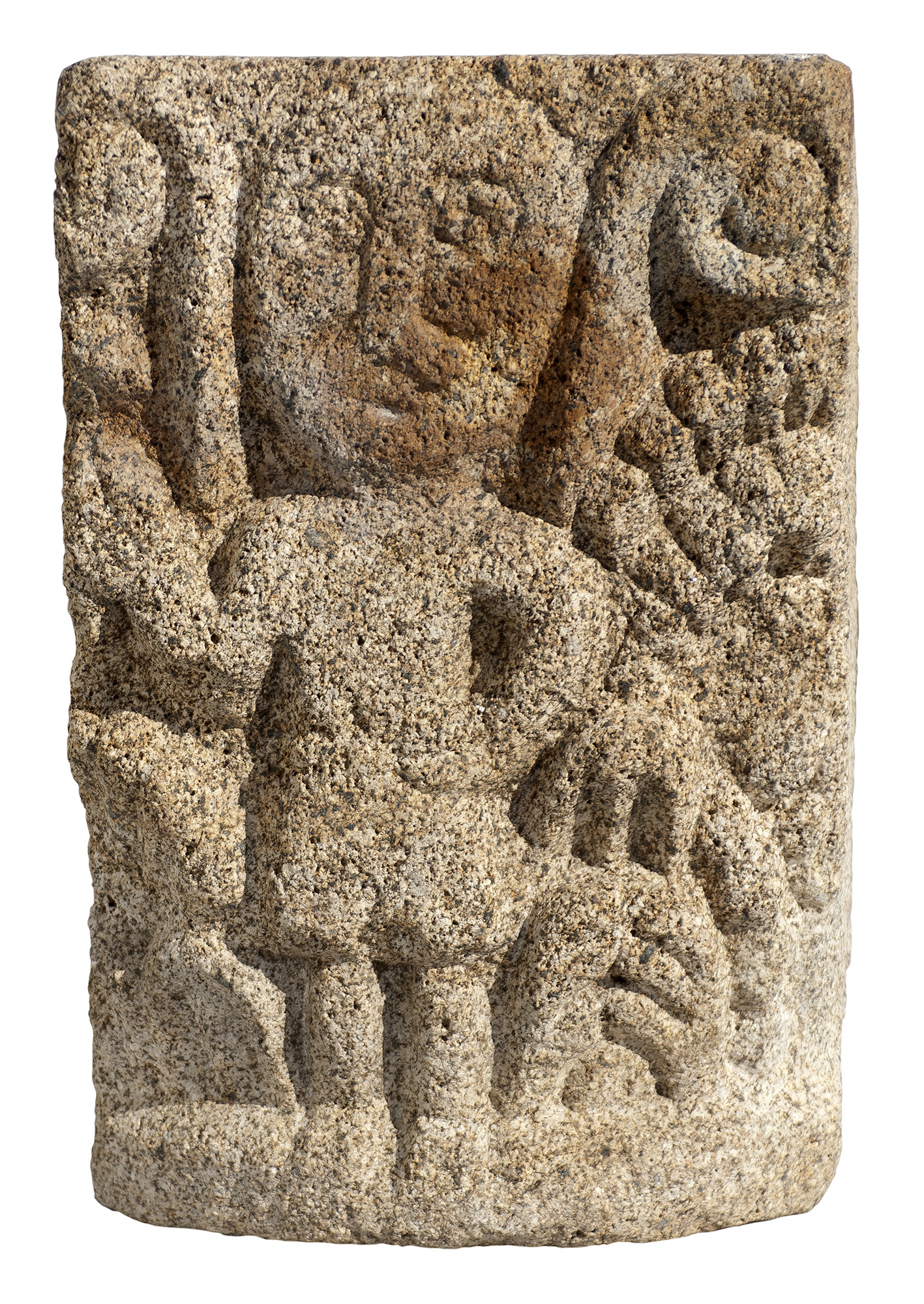
Capitel procentente de la Basílica de San Salvador de Rennes
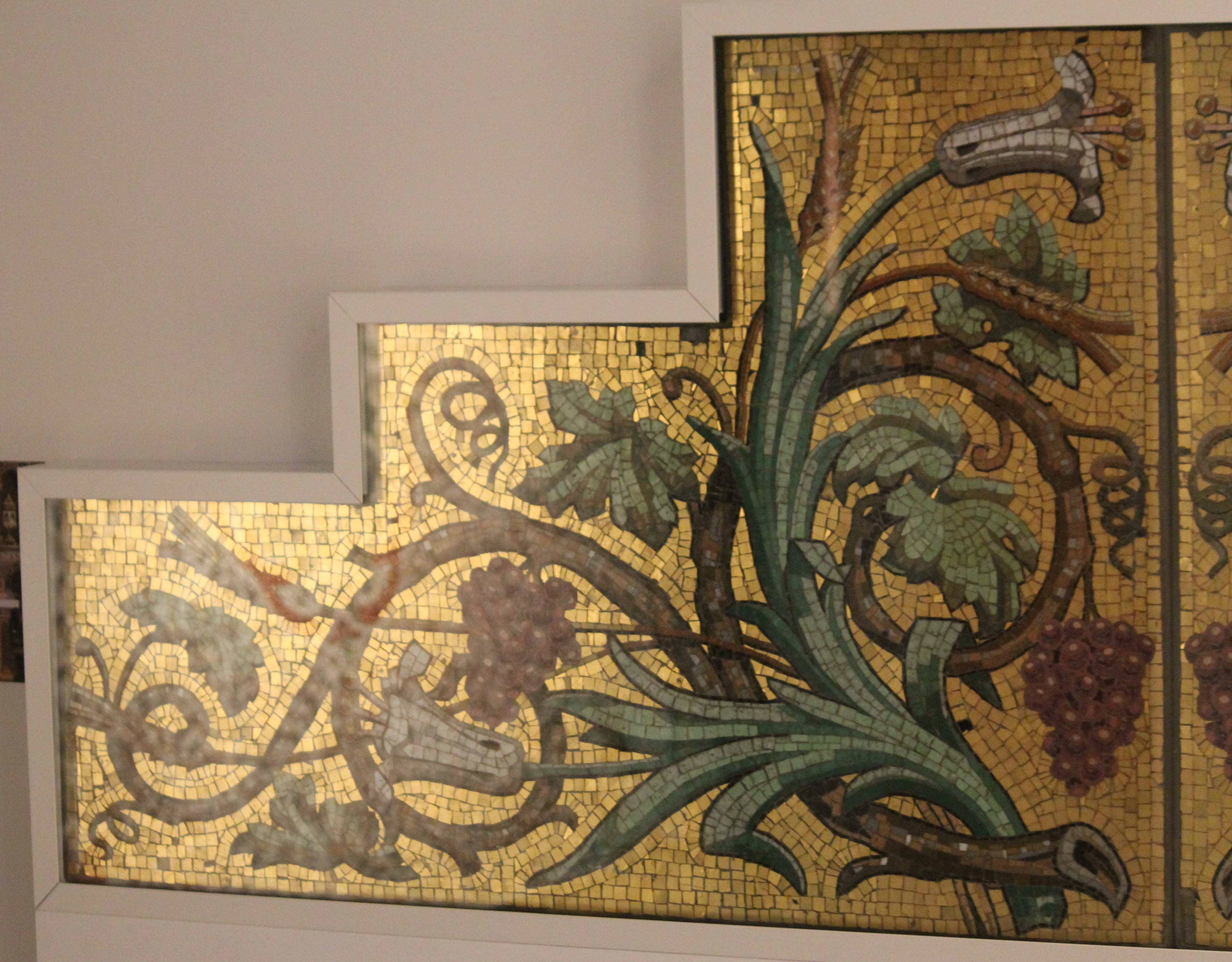
«Escalón de Altar», de Isidore Odorico padre (artista del mosaico); finales del siglo XIX; Rennes

### Dreyfus
El recorrido de la exposición Dreyfus exhibe el trasfondo de este caso. La escenografía representa un ambiente carcelario. Se ponen de relieve a lo largo del recorrido los momentos importantes del Caso y los diferentes actores, mostrando una vista de conjunto de la historia. Un documental que se proyecta en la exposición traza los hechos, presentando a los protagonistas y los papeles que desempeñaron. El recorrido muestra la relevancia de esta investigación y su influencia en idea de los Derechos Humanos.

### Exposiciones temporales
Las exposiciones temporales son trilingües, francés, inglés y bretón.
Desde la década de 1980, el Museo de Bretaña organiza exposiciones temporales en colaboración con museógrafos escenógrafos. En Les Champs Libres, dispone de dos salas de exposiciones temporales de 200 y 400 m² respectivamente. Están comunicadas, lo que permite realizar exposiciones de 600 m². La programación cubre un conjunto de temas muy diverso y un enfoque multidisciplinar, estableciendo a menudo puentes entre la perspectiva histórica y la actualidad de un tema social. La mayoría de las exposiciones se acompañan de publicaciones, que van desde el catálogo al diario de la exposición.

#### Polémica ligada a la exposición  «Celtique?»
En 2022, la exposición denominada Celtique ? («¿Celta?»), que pone en cuestión la identidad celta de Bretaña, provocó una serie de polémicas.
A finales de mayo, Alan Stivell, que apadrinó la exposición, la acusa de parcialidad y le retira su padrinazgo. Dos profesores de la Universidad de Rennes-II, Ronan Le Coadic, profesor de sociología, y Hervé Le Bihan, director del departamento de bretón y celta, la acusan, respectivamente, de «manipulación ideológica»  y de «manipulación basada en el ocultamiento, adoleciendo de confusión en la forma de expresión [...] muy alejado de lo que debe ser un trabajo científico». Los profesores críticos ponen de manifiesto que no se han tenido en cuenta ciertos trabajos que demuestran una filiación lingüística entre el bretón y las lenguas celtas de la Antigüedad ni la procedencia de ritos celtas en Bretaña. Erwan Chartier-Le Floch, autor de una tesis dedicada al interceltismo contemporáneo, exige que se retire su contribución de agosto del catálogo de la exposición.
Este conjunto de hechos genera escasas reacciones públicas. La directora de la exposición dijo que durante el verano de 2022 había sido ampliada y puesta en perspectiva.· Más tarde, se propuso la organización de una mesa redonda dedicada a esta polémica en la biblioteca de Les Champs Libres.
- L'imagerie bretonne (6-20 de noviembre de 1950) («Láminas y estampas bretonas»);
- Bretagne, art populaire, ethnographie régionale (1951) («Bretaña, arte popular, etnografía regional»);
- Présence du Christ dans l'art breton (25 de junio - 9 de julio de 1956) («Presencia de Cristo en el arte bretón»);
- L'illustration de la langue bretonne (26 de marzo - 2 de junio de 1958) («La ilustración de la lengua bretona»);
- Richesse monumentale de Rennes (6 de julio - 3 de octubre de 1965) («Riqueza monumental de Rennes»);
- Exposition rétrospective : Jean le Moel (de 23 abril - 1 de junio de 1970) («Exposición retrospectiva: Jean le Moel»);
- Mobilier du pays de Rennes (23 de octubre - 6 de diciembre de 1970) («Mobiliario de la región de Rennes»);
- Celtes et Armorique (19 de julio - 26 de septiembre de 1971) («Celtas y Armórica»);
- Deux ans d'acquisitions ' (28 de diciembre - 14 de marzo de 1971) («Dos años de adquisiciones»);
- Catalogue des objets d'archéologie armoricaine de la collection du Président de Robien (19 de mayo - 31 de octubre de 1972) («Catálogo de los objetos de arqueología armoricana de la colección del presidente de Robien - Christophe-Paul de Robien -»);
- Portraits en usine (6 -25 de junio de 1973) («Retratos en la fábrica»);
- L'affaire Dreyfus : une affaire toujours actuelle (24 de octubre - 31 de diciembre de 1973) («El caso Dreyfus: un asunto siempre actual»);
- Le Porzay et la baie de Douarnenez (17 de febrero - 22 de abril de 1974) («El Porzay y la bahía de Douarnenez»);
- Connaissez-vous votre ville ? Une exposition-jeu pour tous (22 de octubre - 22 de diciembre de 1975) («¿Conoces tu localidad? Una exposición-juego para todos»);
- La presse quotidienne régionale (1976) («La prensa diaria regional»);
- Le port de commerce de Brest (1976) («El puerto comercial de Brest»);
- La lutte bretonne (1976) («La lucha bretona»);
- Habitat traditionnel et forme de groupement en milieu rural breton (1976) («Vivienda tradicional, forma de agrupación en el medio rural bretón»);
- L'Age de bronze au Musée de Bretagne (enero de 77) («La Edad de Bronce en el Museo de Bretaña»);
- Enseignants et enseignés (11 de mayo -17 de octubre de 1977) («Educadores y educandos»);
- L'énergie électrique en Bretagne (18 de noviembre de 1977 - ?) («La energía eléctrica en Bretaña»);
- Le Musée de Bretagne, pour quoi faire ?  (10 de mayo - 4 de septiembre de 1978) («El Museo de Bretaña, ¿para qué?») ;
- La tradition du cochon dans la société rurale : photos de Robert Gernet (?- 4 de septiembre de 1978) («La tradición del cerdo en la sociedad rural: fotos de Robert Gernet»);
- Architecture paysanne (1 - 28 de febrero de 1979) («Arquitectura campesina»);
- De la réclame à la publicité (16 de mayo - 13 de septiembre de 1979) («De la propaganda a la publicidad»);
- Architecture et urbanisme à Rennes au XIXe siècle (17 de octubre de 1979 - 4 de febrero de 1980) («Arquitectura y urbanismo en Rennes en el siglo XIX»);
- Bretagne incertaine, photos de Jean Guisnel (1980) («Bretaña incierta, fotos de Jean Guisnel»);
- Musique instrumentale traditionnelle en Bretagne (1980) («Música instrumental tradicional en Bretaña»);
- Instants quotidiens : photos de Gérard Rouxel (enero de 1980) («Instantes cotidianos: fotos de Gérard Rouxel»);
- Ploumanac'h, marée noire 1980 : photos de Bernard Cornu (17 de junio - 16 de septiembre de 1980) («Ploumanac'h, marea negra de 1980, fotos de Bernard Cornu»);
- Plogoff en Cap Sizun, une longue résistance : photos de Jean Guisnel (1980) («Plogoff en el cabo Sizun, una larga resistencia, fotos de Jean Guisnel»);
- Découvertes sous-marines en Manche et en Atlantique + Alet, une cité renaît par le travail des archéologues (16 de septiembre - 31 de octubre de 1980) («Descubrimientos submarinos en La Mancha y en el Atlántico + Alet, renace una ciudad gracias al trabajo de los arqueólogos»);
- Instants quotidiens : photos de Georges Dussaud + Concours de chevaux en Bretagne  : photos de Jean Hervoche (11 de febrero - 6 de abril de 1981) («Instantes cotidianos, fotos de Georges Dussaud / Concurso de caballos en Bretaña, fotos de Jean Hervoche»);
- Le vitrail en Bretagne (10 de febrero - 30 de abril de 1981) («La vidriera en Bretaña»);
- Orfèvres et bronziers d'Armorique (septiembre de 1981 - enero de 1982) («Orfebres y broncistas de Armórica»);
- Des tziganes : photographies de Jean-Louis Mercier (1 de abril - 31 de mayo de 1982) («Gitanos: fotografías de Jean-Louis Mercier»);
- Le mariage au Maghreb (30 de octubre de 1982 - 31 de enero de 1983) («El matrimonio en el Magreb»);
- Le mariage en Bretagne (3 de noviembre de 1982 - 31 de enero de 1983) («El matrimonio en Bretaña»);
- Les jeux de palets : photographies de Claude Carret (27 de abril - 30 de junio de 1983) («Los juegos de palets: fotografías de Claude Carret»);
- Deux photographes en Bretagne Anne Catherine et Raphaël Binet (15 de octubre de 1983 - 15 de enero de 1984) («Dos fotografías en Bretaña, Anne Catherine y Raphaël Binet»);
- Bilan des acquisitions de 1983 : des collections pour quoi faire ? (17 de diciembre de 1984 - 30 de marzo de 1985) («Balance de las adquisiciones de 1983: ¿para qué unas colecciones?»);
- Découvrir les écomusées (1984) («Descubrir los ecomuseos»);
- Faïences de Rennes XVIIIe-XIXe siècles (julio - octubre de 1984) («Loza de Rennes de los siglos XVIII y XIX»);
- Monnaies gauloises : découverte archéologique à Rannée, forêt de la Guerche (1983) (abril - mayo de 1985) («Monedas galas: descubrimiento arqueológico en Rannée, bosque de Guerche»);
- Les Bretons et Dieu (octubre de 1985 - febrero de 1986) («Los bretones y Dios»);
- Les petits Bretons ont la vie dure ou la longue histoire des faïenceries de Quimper (25 de junio - 29 de diciembre de 1986) («Los bretones humildes llevan una vida dura o la larga historia de las fábricas de cerámica de Quimper»);
- Adolphe Coignerai : créateur, ébéniste, industriel, Rennes 1900 (20 de octubre - 14 de diciembre de 1987) («Adolphe Coignerai: creador, ebanista, industrial, Rennes 1900»);
- Les mystères de Condate (16 de junio - 17 de octubre de 1988) «Los misterios de Condate (hermosas figuras de diosas celtas halladas en Galia y en Bretaña)»);
- Du nouveau dans le rétro : les faïences bretonnes du XIXe siècle (24 de febrero - 30 de mayo de 1988) («De vuelta a lo retro: la loza bretona del siglo XIX»);
- Nos chers impôts (18 de octubre - 11 de diciembre de 1989) («Nuestros queridos impuestos»);
- La vie et l'art des Inuits du Nord québécois (7 de diciembre de 1988 - 6 de marzo de 1989) («La vida y el arte de los inuit del norte de Quebec»);
- 1840-1990 : ça gaze à Rennes (11 de abril - 27 de agosto de 1990) («1840-1990: esto marcha en Rennes»);
- Bilan des acquisitions 1982-1990 : FRAM Bretagne (1991) («Balance de adquisiciones 1982-1990: FRAM Bretaña (Fondo Regional de Adquisición de los Museos) »);
- ' Les mystères de l'archéologie : les sciences à la recherche du passé (2 de abril - 13 de mayo de 1991) («Los misterios de la arqueología: las ciencias en busca del pasado»);
- Hymne au parfum (mayo - julio de 1991) («Himno al perfume»);
- La Bretagne de Constant Puyot, photographe, 1857-1933, maître de l'école picturaliste (7 de julio - 29 de septiembre de 1992) («La Bretaña de Constant Puyot, fotógrafo 1857-1933, maestro de la escuela pictorialista»);
- Ernest Renan, 1823-1892, un Celte en Orient (21 de septiembre - 21 de octubre de 1992) («Ernest Renan, 1823-1892, un Celta en Oriente»);
- Maurepas le Gros Chêne : quand votre histoire rencontre l'Histoire (4 de noviembre de 1992 - 4 de enero de 1993) («Maurepas le Gros Chêne: cuando tu historia encuentra a la Historia»);
- Parcours d'affiches : la collection d'affiches du Musée de Bretagne (julio - octubre 1993) («Recorrido de carteles: la colección de carteles del Museo de Bretaña»);
- Les Rennais parlent aux Rennais, Rennes 1940-1944 : la guerre, l'occupation, la libération (1 de junio - 30 de septiembre de 1994) («Los de Rennes hablan a los de Rennes: Rennes 1940-1944, la guerra, la ocupación, la liberación»);
- Quand les Bretons passent à table, manières de boire et de manger en Bretagne : XIXe et XXe siècles (noviembre de 1994- febrero de 1995) («Cuando los bretones se sientan a la mesa, formas de beber y de comer en Bretaña: siglos XIX y XX»);
- Portraits de Bretagne, photographies de Didier Olivier (noviembre - diciembre de 1994) («Retratos de Bretaña, fotografías de Didier Olivier»);
- L'aventure intérieure des canaux en Bretagne (28 de junio - 30 de octubre de 1995) («La aventura interior de los canales en Bretaña»);
- Tibet en exil, le Dalaï Lama (febrero - abril de 1996) («Tíbet en el exilio, el Dalái Lama»);
- Collectionneur d'affiches, Louis Métraille (16 de octubre de 1996 - 16 de enero de 1997) («Coleccionista de carteles, Louis Métraille»);
- Le Québec des premières nations : une rencontre avec les Amérindiens et les Inuits (17 de septiembre de 1997 - 2 de febrero de 1998) («El Quebec de los primeros tiempos: un encuentro con los amerindios y los inuit»);
- Quartier Sud Gare (10 de junio - 10 de julio de 1998) («Barrio Sud-Gare»);
- L'art et la matière : sculptures polychromes en Bretagne (julio - septiembre de 1998) («El arte y la materia: esculturas policromadas en Bretaña»);
- En arrière du Front : la Grande guerre d'un officier rennais (10 de octubre de 1998 - 8 de febrero de 1999) («Tras el Frente: la Gran Guerra de un oficial de Rennes»);
- Enfants de justic, la rééducation en Bretagne dans les années 1940 (27 de febrero - 10 de mayo de 1999) («Niños de justic: la reeducación en Bretaña en la década de 1940»);
- Les monnaies celtes du Musée de Bretagne (23 de junio - 30 de septiembre de 1999) («Las monedas celtas del Museo de Bretaña»);
- Xavier de Langlais, graveur et illustrateur, et la Bretagne (13 de octubre de 1999 - 30 de enero de 2000 («Xavier de Langlais, grabador e ilustrador, y Bretaña»);
- Fondations : Rennes et son pays dans l'Antiquité (12 de abril - 14 de agosto de 2000) («Orígenes: Rennes y su tierra en la Antigüedad»);
- Instruments et musique du diable, iconographie de la cornemuse et du haut-bois en Bretagne du XIVe siècle au XIXe siècle (5 de julio - 30 de septiembre de 2000) («Instrumentos y música del diablo, iconografía de la gaita y del oboe en Bretaña del siglo XIV al siglo XIX»);
- Ar Seiz Breur, la création bretonne entre tradition et modernité (30 de septiembre de 2000 - 8 de enero de 2001) («Ar Seiz Breur ('Los Siete Hermanos'), la creación [artística] bretona entre tradición y modernidad»);
- Mathurin Méheut, dédicaces (29 de marzo - 15 de octubre de 2001) («Mathurin Méheut, dedicatorias»);
- Parlons du breton ! (diciembre de 2001 - abril de 2002 ) («Hablemos del bretón»);
- Nouveaux objets, anciens mondes (julio de 2002 - junio de 2003) («Objetos nuevos, mundos antiguos»);
- Delachénal, céramiste faïencerie d'Ille-et-Vilaine (marzo - octubre de 2004) («Delachénal, ceramista de loza de Ille y Vilaine»);
- L'aventure du Saint-Efflam : entre mythe et histoire (junio - agosto de 2004) («La aventura de Saint-Efflam: entre mito e historia»);
- Islande en vue (27 de septiembre - 10 de octubre de 2004) («Islandia a la vista»);
- Eclats du passé, éclats du présent (2005) («Esquirlas del pasado, esquirlas del presente»);
- Images de chantier (28 de marzo - 17 de septiembre de 2006) («Imágenes de obra»);
- Pékin 1966. Il y a 40 ans… la révolution culturelle (14 de noviembre de 2006 - 14 de febrero de 2007) («Pequín 1966. Hace 40 años... la revolución cultural»);
- D'hommes et d'argent. Orfèvrerie de Haute-Bretagne XVe-XVIIIe siècle (octubre de 2006 - abril de 2007) («Hombres y plata. Orfebrería de la Alta Bretaña de los siglos XV al XVIII»);
- Des habits et nous. Vêtir nos identités (enero - mayo de 2007) («Ropa y nosotros. Vestir nuestras identidades»);
- Travailler du chapeau, les métiers du chapelier et de la modiste (18 de mayo - 24 de noviembre de 2007) («Trabajar el sombrero: los oficios del sombrerero y de la modista») (nota: en francés travailler du chapeau se puede traducir por 'estar mal de la cabeza, chalado');
- La mer pour mémoire : archéologie sous-marine des épaves atlantiques (21 de noviembre de 2007 - 27 de abril de 2008) («El mar como memoria: arqueología submarina de los pecios atlánticos»);
- Germaine Tillon, ethnologue et résistante (24 de enero - 4 de mayo de 2008) («Germaine Tillon, etnólogo y resistente»);
- Bernard Collet s'affiche au musée de Bretagne (15 de febrero - 1 de junio de 2008) («Bernard Collet se exhibe en el Museo de Bretaña»);
- Le roi Arthur, une légende en devenir (aux Champs Libres) (15 de julio de 2008 - 4 de enero de 2009) («El rey Arturo, una leyenda en el futuro (en Les Champs Libres»);
- Odorico, mosaïste art déco (2 de abril de 2009 - 3 de enero de 2010) («Odorico, mosaísta del art decó»);
- Boat people. Bateaux de l'exil (3 de diciembre de 2009 - 2 de mayo de 2010) («Boat people. Barco del exilio»);
- Mali au féminin (16 de marzo - 3 de octubre de 2010) («Malí en femenino»);
- Val Piriou, Lady Bigoude de la haute couture (15 de junio - 28 de noviembre de 2010) («Val Piriou, Lady Bigoude de la alta costura»);
- Rennes en chansons (19 de noviembre de 2010 - 13 de marzo de 2011) («Rennes en canciones»);
- Les vieillards dans la peinture (5 - 30 de abril de 2011) («Los ancianos en la pintura»);
- La Bretagne fait son cinéma (3 de marzo - 28 de agosto de 2011) («Bretaña hace su cine»);
- Les Bretons et l'argent (10 de mayo - 30 de octubre de 2011) («Los bretones y el dinero»);
- Soyons fouilles : découvertes archéologiques en Bretagne (16 de diciembre de 2011 - 29 de abril de 2012) («Seamos excavaciones: descubrimientos arqueológicos en Bretaña»);
- Les ficelles du métier (4 de febrero - 2 de septiembre de 2012) («Los trucos del oficio»);
- Reflets de Bretagne, 160 ans de photos inédites (29 de junio de 2012 - 6 de enero de 2013) («Reflejos de Bretaña, 160 años de fotos inéditas»);
- Migrations : Bretagne ↔ Monde (15 de marzo - 1 de septiembre de 2013) («Migraciones Bretaña ↔ Mundo»);
- Terre Neuve/Terre-Neuvas (19 de octubre de 2013 - 19 de abril de 2014) («Terranova / Los Terre-Neuvas (pescadores)»);
- Complément d'enquête : Histoires en image de Pierre-François Le Brun (8 de abril - 31 de agosto de 2014) («Investigación complementaria: Historias en imagen de Pierre-François Le Brun »);
- Quand l'habit fait le moine : Tenues de travail en photos (6 de junio - 16 de noviembre de 2014) («Cuando el hábito hace al monje: ropa de trabajo en fotos»);
- L'Histoire de France racontée par la publicité (7 de noviembre de 2014 - 26 de abril de 2015) («La historia de Francia contada por la publicidad»);
- Exposition Dominque Delpoux (en lien avec Quand l'habit fait le moine) (9 de diciembre de 2014 - 25 de enero de 2015) («Exposición Dominique Delpoux (en relación con la Exposición 'Cuando el hábito hace al monje'»);
- Bretonnes, photographies de Charles Fréger (5 de junio de 2015 - 30 de agosto de 2015) («Bretonas, fotografías de Charles Fréger»);
- Un petit goût d'autrefois (exposition hors les murs - Festival Gacilly photographies)  (5 de junio - 30 de septiembre de 2015) («Sabor de antaño (exposición en el exterior – Festival Gacilly fotografías»);
- Boire (16 de octubre de 2015 - 30 de abril de 2016) («Beber»);
- De A à Z (10 de junio- 28 de agosto de 2016) («De la A a la Z»);
- Bretagne Express (20 de octubre de 2016 - 27 de agosto de 2017) («Bretaña Exprés»);
- J'y crois, j'Y crois pas (20 de octubre de 2017 - 1 de abril de 2018) («Creo, no creo»);
- Guy Le Querrec, conteur d'images (19 de mayo - 26 de agosto de 2018) («Guy Le Querrec, cuentista de imágenes»);
- Rennes les vies d'une ville (20 de octubre de 2018 - 25 de agosto de 2019) («Rennes, las vidas de una ciudad»);
- Charles et Paul Géniaux, la photographie, un destin  (18 de octubre de 2019 - 30 de agosto de 2020) («Charles y Paul Géniaux, la fotografía, un destino»);
- Face au mur, graphisme engagé de 1970 à 1990 (en attente d'ouverture) («Cara a la pared, grafismo comprometido (próxima apertura»);